# Хайнрих I фон Брауншвайг-Грубенхаген
Хайнрих I (на немски: Heinrich von Braunschweig-Lüneburg, der Wunderliche (Mirabilis); на латински: Henricus Mirabilis; * август 1267; † 7 септември 1322, замък Хелденбург при Залцдерхелден, днес в Айнбек) е от 1279 до 1291 г. херцог на Брауншвайг и Люнебург и първият херцог на новооснованото Княжество Грубенхаген от 1291 до смъртта си 1322 г. Името Грубенхаген се появява едва през 1617 г., предишното име на княжеството е неизвестно.

## Живот
Хайнрих I произлиза от род Велфи. Той е син на херцог Албрехт I († 1279), вторият херцог на Брауншвайг и Люнебург, и Аделаида Монфератска († 1285), дъщеря на маркграф Бонифаций II Монфератски.
Когато баща му умира херцогството се разделя между тримата му сина. При подялбата на наследството Хайнрих I получава през 1291 г. новооснованото Княжество Грубенхаген в Саксония. Столица му е град Волфенбютел.
През 1282 г. херцог Хайнрих се жени за маркграфиня Агнес фон Майсен (1264 – 1322), дъщеря на маркграф Албрехт II от род Ветини и Маргарета фон Хоенщауфен (1237 – 1270), дъщеря на император Фридрих II и Изабела Плантагенет, дъщеря на английския крал Джон Безземни.
След неговата смърт през 1322 г. тримата му сина Хайнрих II, Вилхелм I и Ернст I си поделят княжеството.

## Деца
Хайнрих и Агнес фон Майсен имат децата:
- Алесина (1282 – ?) ∞ граф Фридрих фон Байхлинген († 1333)
- Ото (1283 – 1309)
- Албрехт (1284 – 1341), комтур на Немския орден към Меран
- Аделхайд (1285 – 1320) ∞ херцог Хайнрих VI от Каринтия (1265 – 1335)
- Агнес († 1332), монахиня в Остероде
- Хайнрих II (1289 – 1351)

1. ∞ Юта фон Бранденбург-Ландсберг
2. ∞ Хайлвиг фон Лузинян (Дом Лузинян)

- Аделхайд-Ирене (1293 – 1324) ∞ византийския император Андроник III Палеолог (1296 – 1341)
- Ернст I (1297 – 1361)
- Матилда († 1344) ∞ граф Йохан II фон Верле († 1337)
- Рихардис († 1332), абтеса на Остероде 1325 – 1332
- Вилхелм I († 1360)
- Йохан († 1367), пропст на манастир Санкт Александри в Айнбек